# Ръсел Къркпатрик
Ръсел Къркпатрик е новозеландски преподавател по география и писател, автор на произведения в жанра фентъзи и на атласи.

## Биография
Роден е през 1961 г. в Крайстчърч (Нова Зеландия). Притежава докторска степен по география от Университета в Кентърбъри.
Изнася лекции в Университета на Уайкато в Хамилтън до 2014 г. Живее и пише в Австралия.
Работил е по 7 проекта за атласи, включително „Новозеландски исторически атлас“ (New Zealand Historical Atlas) (1998), автор е на „Съвременен атлас на Нова Зеландия“ (Contemporary Atlas of New Zealand) (1999/2004). Той пише и е фотограф на книга „Разходка до водопадите“ (Walk to Waterfalls) за водопадите в Нова Зеландия през 2011 г.
Къркпатрик е автор на фентъзи трилогиите „Небесен огън“ (Fire of Heaven) и „Husk“. „През лицето на света“ е сред най-продаваните дебютни фентъзи книги в САЩ за 2008 г.

### „Небесен огън“ (Fire of Heaven)
1. Across the Face of the World (2005)
През лицето на света, изд. „MBG Books“ 2012, прев. Радин Григоров
2. In the Earth Abides the Flame (2005)
В земята пламък се крие, изд. „MBG Books“ 2012, прев. Радин Григоров
3. The Right Hand of God (2006)
Дясната ръка на Бога, изд. MBG Books 2013, прев. Радин Григоров

### Broken Man (Husk Trilogy)
1. Path of Revenge (2006)
2. Dark Heart (2008)
3. Beyond the Wall of Time (2009)

## Награди
- Награда сър Джулиус Фогел (Нова Зеландия за научна фантастика и фентъзи)
- Най-добър роман за възрастни Path of Revenge през 2008; Dark Heart през 2009 и Beyond the Wall of Time през 2010.